# О монокулярне
Монокуля́рне О, о́чне О (Ꙩ, ꙩ) — рідкісний кириличний гліф на основі літери О. Трапляється в деяких рукописах у корені слова ꙩко (око) і в деяких інших функціях, зокрема на початку слова або складу. Так само використовується в деяких пізніх берестяних грамотах XIV та XV століть, де звичайно відрізняється від О за шириною, являючи собою широке О (ѻ) з крапкою всередині.